# Lista över flygplatser i Finland
Detta är en lista över det finländska luftfartsverkets, Finavias, flygplatser.
Innehåll: A B C D E F G H I J K L M N O P Q R S T U V W X Y Z

## B
- Björneborgs flygplats

## E
- Enontekis flygplats

## H
- Helsingfors-Malm flygplats
- Helsingfors-Vandas flygplats

## I
- Ivalos flygplats

## J
- Joensuu flygplats
- Jyväskylä flygplats

## K
- Kajana flygplats
- Karleby-Jakobstad flygplats
- Kemi-Torneå flygplats
- Kittilä flygplats
- Kuopio flygplats
- Kuusamo flygplats
- Kauhava flygplats (militär flygplats)

## M
- Mariehamns flygplats

## N
- Nyslotts flygplats

## R
- Rovaniemi flygplats

## S
- Seinäjoki flygplats
- Sankt Michels flygplats

## T
- Tammerfors-Birkala flygplats

## U
- Uleåborgs flygplats
- Uttis flygplats (militär flygplats)

## V
- Varkaus flygplats
- Vasa flygplats
- Villmanstrands flygplats

## Å
- Åbo flygplats